# Air Corse
Air Corse était une compagnie aérienne française assurant des vols à la demande de passagers, fret et exploitant des lignes régulières entre la Corse et le continent.

## Histoire
C'est en 1982  que la compagnie aérienne régionale Air Corse voyait le jour.
Elle réalisait d'abord des vols à la demande de passagers et fret au départ de la Corse puis en 1985, après la fin d'activité de la compagnie Air Alpes reprenait les lignes régulières vers Ajaccio et Bastia au départ de l'aéroport de Toulon en Piper PA-31 Chieftain de 08 places à la suite d'une convention signée avec l'Office des Transports de la région Corse (O.T.R.C.).
Une compagnie Air Corse avait déjà existé dans les années 1960, basée à Nice et effectuant du transport aérien de voitures et passagers entre Nice et la Corse et entre Nice et l'Italie en Bristol 170 et Carvair.
Elle était basée sur l'aéroport d'Ajaccio Campo Dell'Oro.
La compagnie exploitait par la suite un Embraer EMB-110 Bandeirante de 12 places loué à la compagnie Bretonne Brit Air puis des Fairchild F-27 de 32 places.
Elle ouvrait la ligne Ajaccio - Alghero en Sardaigne en 1985, sa première ligne internationale.
Elle déposait auprès du Conseil Supérieur de l'Aviation Marchande (CSAM), en 1988 et de nouveau en 1989, une demande d'exploitation des lignes Toulon - Calvi, Toulon - Genève, Genève - Strasbourg en Fokker 27, lignes déjà exploitées par Hyères Aéro Service qui conservait cette exploitation car elle les exploitait à l'année et pas de façon saisonnière comme voulait le faire Air Corse qui exploitait déjà les lignes Toulon - Ajaccio et Toulon - Bastia.
Elle déposait finalement le bilan le 10 janvier 1990.
La compagnie Corse Kyrnair reprenait les lignes au départ de Toulon vers l'ile de Beauté alors que deux des Fairchild étaient cédés à la compagnie Nantaise Stellair.

## Code I.A.T.A.
Air Corse avait obtenu différents codes de l'Association internationale du transport aérien.
- 1982 : CO.
- 1989 : DK.

## Le réseau
1985:
- Toulon - Ajaccio
- Toulon - Bastia

1986:
- Toulon - Ajaccio
- Toulon - Bastia
- Ajaccio - Alghero (Sardaigne)[8]

## Flotte
1982:
- 1x Piper PA-31 Navajo Chieftain immatriculé F-GCQV[13]

1986:
- 1x Embraer EMB-110 immatriculé F-GBGA[13]

1987:
- 3x Fairchild F-27 immatriculés F-GDXT, F-GFHZ[14] et F-GGSZ[13],[15]

La compagnie a également eu un Learjet 25,.

## Accidents
- Le 20 février 1986 à 12h45, le Piper PA-31 immatriculé F-GCQV, piloté par Marcel Zouza, atterrit d'urgence sans train d'atterrissage sur l'Aéroport de Minorque en Espagne sans faire de blessé parmi les deux membres de l'équipage[18].
- Le 22 septembre 1989 à 19h50, le Fokker Fairchild F-27J immatriculé F-GFHZ avec 3 membres d'équipage (2 pilotes et 1 hôtesse) et 37 passagers à bord prêt à partir vers Bastia, est endommagé au sol à l'aéroport de Toulon après l'embarquement. L'avion est hors service. Il sera revendu à la compagnie Nantaise Stellair pour pièces[19].